# Сейди (этрап)
Магданлы (туркм. Magdanly etraby) — этрап, существовавший до 25 ноября 2017 года в Лебапском велаяте Туркменистана. Административный центр — город Сейди.

## История
Этрап был образован 14 декабря 1992 года на территории бывшей Чарджоуской области.
25 ноября 2017 года Парламентом Туркменистана этрап Магданлы был упразднен, а его территории вместе со всеми его генгешликами  вошли в состав Дяневского этрапа.

## Описание
Этрап был расположен на востоке Туркменистана, на левом берегу реки Амударья. Помимо собственно города Сейди в его состав входили генгешлики Габаклы и Исбаз.